# 岡田立
岡田 立（おかだ とどむ、1966年8月16日 - ）は、日本の政治家。岐阜県安八郡安八町長（1期）。

## 来歴
安八町出身。岐阜県立大垣東高等学校、岐阜大学を卒業した。1989年（平成元年）、安八町役場に入庁した。SIC建設推進室長、建設課長、産業振興課長、建設調整監を務めた。
2023年4月18日告示、同年4月23日投票の安八町長選挙では元町議の野中裕一郎との一騎打ちを制し初当選した。
※当日有権者数：11,711人 最終投票率：59.18%（前回比：0.34pts）
| 候補者名   | 年齢 | 所属党派 | 新旧別 | 得票数  | 得票率 | 推薦・支持 |
| ---------- | ---- | -------- | ------ | ------- | ------ | ---------- |
| 岡田立     | 56   | 無所属   | 新     | 3,609票 | 52.63% |            |
| 野中裕一郎 | 58   | 無所属   | 新     | 3,248票 | 47.37% |            |